# Hypothyris madeira
Hypothyris madeira är en fjärilsart som beskrevs av Brown 1980. Hypothyris madeira ingår i släktet Hypothyris och familjen praktfjärilar. Inga underarter finns listade i Catalogue of Life.